# Masayuki Doi
Masayuki Doi (土居 政之?, Doi Masayuki; Yokohama, 24 febbraio 1976) è un disegnatore e artista giapponese.
Dopo aver studiato fashion design, nel 1998 entra in Atlus. Inizia colorando le illustrazioni dei personaggi e disegnando le material cards per i giochi Persona 2: Innocent Sin e Persona 2: Eternal Punishment. Dal 2003 al 2005 elabora i concept art per Shin Megami Tensei III: Nocturne, Digital Devil Saga e Devil Summoner: Raidou Kuzunoha vs. The Soulless Army. Nel 2006, con Trauma Center: Second Opinion, inizia ad occuparsi del character design dei videogiochi. A partire da Shin Megami Tensei IV, sostituisce Kazuma Kaneko come character e demon designer della serie Megami Tensei.